# Důl Kirov
Důl Kirov je uhelný důl nacházející se na jihovýchodě Ukrajiny v Doněcké oblasti. Kirov představuje jednu z největších uhelných zásob na Ukrajině, jejíž zásoby se odhadují na 23,6 milionu tun a roční produkce uhlí se pohybuje kolem 765 tisíc tun. Metan vznikající při těžbě uhlí se úspěšně využívá ke tvorbě elektrické a tepelné energie.